# Tim Walter
Tim Laszlo Walter (Bruchsal, Alemania, 8 de noviembre de 1975) es un entrenador alemán. Actualmente sin club.

## Trayectoria

### Inicios
Walter comenzó su carrera como entrenador en la temporada 2006-07 como asistente técnico de Markus Kauczinski en el A-Juniors (U19) del Karlsruher SC. De 2007 a 2013 entrenó al KSC C1 junior (U15).Para la temporada 2013-14 se hizo cargo del equipo juvenil B1 (U17), con el que consiguió el quinto puesto en la Bundesliga juvenil B. En la temporada 2014-15 fue entrenador del equipo sub-19 en la Bundesliga.
Para la temporada 2015-16, se marchó Bayern de Múnich por 200.000 euros y se convirtió en entrenador del equipo sub-17.Allí, se proclamaría campeón en la temporada 2016-17. En la temporada 2017-18, Walter sucedió a Danny Schwarz como entrenador del segundo equipo, con el que quedó subcampeón de la Regionalliga Bayern.Al mismo tiempo, completó su formación como profesor de fútbol en la Academia Hennes Weisweiler.

### Holstein Kiel
Para la temporada 2018-19, Walter se convirtió en entrenador del Holstein Kiel de la 2. Bundesliga. Firmó contrato hasta el 30 de junio de 2020 y sucedió desde el principio a Markus Anfang, que se había marchado al 1. FC Köln.Luego de finalizar en la sexta posición, dejó su cargo para asumir en el VfB Stuttgart.

### VfB Stuttgart
Para la temporada 2019-20, Walter se hizo cargo del VfB Stuttgart como sucesor del entrenador interino Nico Willig. Firmó un contrato de dos años con el equipo descendido de la Bundesliga.En la primera mitad de la temporada, el equipo se ubicó en el tercer lugar a partir de la tercera jornada, a pesar de haber perdido en cinco oportunidades, como por ejemplo ante el Hamburgo por 6-2.En diciembre de 2019, fue liberado de su contrato.

### Hamburgo S.V.
Después de aproximadamente un año y medio sin trabajo, Walter fue nombrado como entrenador del Hamburgo S.V. a partir de la temporada 2021-22.Allí, el club alcanzó el tercer puesto con 60 puntos, la mejor posición en la 2. Bundesliga desde el descenso en 2018. En el partido por el ascenso, enfrentarían al Hertha Berlín. Si bien ganaron por 1-0 en la ida, durante la vuelta cayeron por 2-0 y no pudieron ascender a la Bundesliga.
En la temporada 2022-23, terminó la primera mitad de la liga en la segunda ubicación. Sin embargo, en la última jornada, el club cayó a la tercera posición por detrás del Heidenheim y el Darmstadt.En la serie por el último ascenso, el equipo caería de manera categórica ante el VfB Stuttgart por 1-6 en el global.El 12 de febrero de 2024, fue despedido de su cargo luego de una serie de malos resultados.

### Hull City
El 31 de mayo de 2024, fue confirmado como entrenador del Hull City y firmó un contrato por tres años.Sin embargo, el 28 de noviembre, fue relevado de sus funciones después de un mal comienzo en la temporada.

## Clubes
| Club             | País       | Año       |
| ---------------- | ---------- | --------- |
| Bayern Múnich II | Alemania   | 2017-2018 |
| Holstein Kiel    | Alemania   | 2018-2019 |
| VfB Stuttgart    | Alemania   | 2019      |
| Hamburgo S.V.    | Alemania   | 2021-2024 |
| Hull City        | Inglaterra | 2024-Act. |

## Estadísticas como entrenador
| Equipo                      | Div.                | Temporada           | Liga | Liga | Liga | Liga | Liga |    | Copa | Copa | Copa | Copa |   | Internacional | Internacional | Internacional | Internacional | Internacional |   | Otros | Otros | Otros | Otros |    | Totales     | Totales | Totales | Totales | Totales | Totales | Totales | Totales |
| Equipo                      | Div.                | Temporada           | PD   | G    | E    | P    | Pos. | PD | G    | E    | P    | PD   | G | E             | P             | Pos.          | PD            | G             | E | P     | PD    | G     | E     | P  | Rendimiento | GF      | GC      | Dif.    |         |         |         |         |
| --------------------------- | ------------------- | ------------------- | ---- | ---- | ---- | ---- | ---- | -- | ---- | ---- | ---- | ---- | - | ------------- | ------------- | ------------- | ------------- | ------------- | - | ----- | ----- | ----- | ----- | -- | ----------- | ------- | ------- | ------- | ------- | ------- | ------- | ------- |
| Bayern Múnich II · Alemania | 4.ª                 | 2017-18             | 36   | 22   | 8    | 6    | 2.º  | -  | -    | -    | -    | -    | - | -             | -             | -             | -             | -             | - | -     | 36    | 22    | 8     | 6  | 68.52%      | 84      | 41      | +43     |         |         |         |         |
| Bayern Múnich II · Alemania | Total               | Total               | 36   | 22   | 8    | 6    | -    | -  | -    | -    | -    | -    | - | -             | -             | -             | -             | -             | - | -     | 36    | 22    | 8     | 6  | 68.52%      | 84      | 41      | +43     |         |         |         |         |
| Holstein Kiel · Alemania    | 2.ª                 | 2018-19             | 34   | 13   | 10   | 11   | 6.º  | 3  | 2    | 0    | 1    | -    | - | -             | -             | -             | -             | -             | - | -     | 37    | 15    | 10    | 12 | 49.55%      | 65      | 54      | +11     |         |         |         |         |
| Holstein Kiel · Alemania    | Total               | Total               | 34   | 13   | 10   | 11   | -    | 3  | 2    | 0    | 1    | -    | - | -             | -             | -             | -             | -             | - | -     | 37    | 15    | 10    | 12 | 49.55%      | 65      | 54      | +11     |         |         |         |         |
| VfB Stuttgart · Alemania    | 2.ª                 | 2019-20             | 18   | 9    | 4    | 5    | Inc. | 2  | 2    | 0    | 0    | -    | - | -             | -             | -             | -             | -             | - | -     | 20    | 11    | 4     | 5  | 61.67%      | 33      | 25      | +8      |         |         |         |         |
| VfB Stuttgart · Alemania    | Total               | Total               | 18   | 9    | 4    | 5    | -    | 2  | 2    | 0    | 0    | -    | - | -             | -             | -             | -             | -             | - | -     | 20    | 11    | 4     | 5  | 61.67%      | 33      | 25      | +8      |         |         |         |         |
| Hamburgo · Alemania         | 2.ª                 | 2021-22             | 34   | 16   | 12   | 6    | 3.º  | 5  | 1    | 3    | 1    | -    | - | -             | -             | -             | 2             | 1             | 0 | 1     | 41    | 18    | 15    | 8  | 56.1%       | 75      | 45      | +30     |         |         |         |         |
| Hamburgo · Alemania         | 2.ª                 | 2022-23             | 34   | 20   | 6    | 8    | 3.º  | 2  | 1    | 0    | 1    | -    | - | -             | -             | -             | 2             | 0             | 0 | 2     | 38    | 21    | 6     | 11 | 60.52%      | 74      | 56      | +18     |         |         |         |         |
| Hamburgo · Alemania         | 2.ª                 | 2023-24             | 21   | 11   | 4    | 6    | Inc. | 3  | 1    | 2    | 0    | -    | - | -             | -             | -             | -             | -             | - | -     | 24    | 12    | 6     | 6  | 58.33%      | 51      | 38      | +13     |         |         |         |         |
| Hamburgo · Alemania         | Total               | Total               | 89   | 47   | 22   | 20   | -    | 10 | 3    | 5    | 2    | -    | - | -             | -             | -             | 4             | 1             | 0 | 3     | 103   | 51    | 27    | 25 | 58.25%      | 200     | 139     | +61     |         |         |         |         |
| Hull City Inglaterra        | 2.ª                 | 2024-25             | 17   | 3    | 6    | 8    | Inc. | 1  | 0    | 0    | 1    | -    | - | -             | -             | -             | -             | -             | - | -     | 18    | 3     | 6     | 9  | 27.78%      | 17      | 25      | -8      |         |         |         |         |
| Hull City Inglaterra        | Total               | Total               | 17   | 3    | 6    | 8    | -    | 1  | 0    | 0    | 1    | -    | - | -             | -             | -             | -             | -             | - | -     | 18    | 3     | 6     | 9  | 27.78%      | 17      | 25      | -8      |         |         |         |         |
| Total en su carrera         | Total en su carrera | Total en su carrera | 194  | 94   | 50   | 50   | -    | 16 | 7    | 5    | 4    | -    | - | -             | -             | -             | 4             | 1             | 0 | 3     | 214   | 102   | 55    | 57 | 55.77%      | 399     | 284     | +115    |         |         |         |         |
| 1. 2.                       |                     |                     |      |      |      |      |      |    |      |      |      |      |   |               |               |               |               |               |   |       |       |       |       |    |             |         |         |         |         |         |         |         |

### Resumen por competiciones
| Competición      | Partidos | Ganados | Empatados | Perdidos | Efectividad % |
| ---------------- | -------- | ------- | --------- | -------- | ------------- |
| Regionalliga     | 36       | 22      | 8         | 6        | 68.52%        |
| 2. Bundesliga    | 146      | 70      | 37        | 39       | 56.4%         |
| Copa de Alemania | 15       | 7       | 5         | 3        | 57.78%        |
| EFL Championship | 17       | 3       | 6         | 8        | 29.41%        |
| EFL Cup          | 1        | 0       | 0         | 1        | 0%            |
| TOTAL            | 214      | 102     | 55        | 57       | 55.77%        |